# 叶夫根尼·卡费尔尼科夫
叶夫根尼·亞歷山德羅維奇·卡费尔尼科夫（俄语：Евгений Александрович Кафельников，1974年2月18日—），俄羅斯前職業網球運動員，單打最高世界排名第一，兩座大滿貫得主，國際網球名人堂成員。
卡菲尼可夫曾奪得两个大满贯（1996年法网）和（1999年澳网）单打冠军，另外他亦是4个大满贯双打冠军得主，单打和双打排名曾同时进入前十名，並且是最後一位在同一場大滿貫賽事（1996年法國網球公開賽）中同時獲得男單和雙打冠軍的男子球員。
此外，他協助俄羅斯在2002年戴维斯杯奪得冠軍。他于2004年退役后改打高尔夫球和扑克。
卡菲尼哥夫在職業生涯中從來沒有贏過ATP大師系列賽男單冠軍。
他是少數和費達拿交手而擁有較佳對賽成績的球員（4-2，五場或以上對賽）。

## 大满贯

### 男單冠軍（2）
| 年份 | 比賽 | 場地 | 決賽對手 | 對手國籍 | 勝方比分            |
| ---- | ---- | ---- | -------- | -------- | ------------------- |
| 1996 | 法网 | 红土 | 施蒂希   | 德国     | 7-64, 7-5, 7-64     |
| 1999 | 澳网 | 硬地 | 恩奎斯特 | 瑞典     | 4-6, 6-0, 6-3, 7-61 |

### 男單亞軍（1）
| 年份 | 比賽 | 場地 | 決賽對手 | 對手國籍 | 勝方比分           |
| ---- | ---- | ---- | -------- | -------- | ------------------ |
| 2000 | 澳网 | 硬地 | 阿加西   | 美国     | 3-6, 6-3, 6-2, 6-4 |

### 男雙冠軍（4）
| 年份 | 比賽 | 場地 | 搭擋                     | 决賽對手                              | 勝方比分      |
| ---- | ---- | ---- | ------------------------ | ------------------------------------- | ------------- |
| 1996 | 法网 |      | Daniel Vacek · （ 捷克） | 赫拉塞克（ 瑞士） · 福尔热（ 法國）   | 6-2, 6-3      |
| 1997 | 法网 |      | Daniel Vacek · （ 捷克） | （ ） · （ ）                         | 7-6, 4-6, 6-3 |
| 1997 | 美网 | 硬地 | Daniel Vacek · （ 捷克） | （ 瑞典） · 和Nicklas Kulti（ 瑞典）  | 7-6, 6-3      |
| 2002 | 法网 |      | 哈休斯 和 · （ 荷蘭）    | 诺尔斯（ 巴哈马） · 内斯特（ 加拿大） | 7-5, 6-4      |

## 奧運會

### 男單金牌（1）
| 年份 | 比賽       | 場地 | 決賽對手 | 對手國籍 | 勝方比分                 |
| 2000 | 雪梨奧運會 | 硬地 | 哈斯     | 德国     | 7-64, 3-6, 6-2, 4-6, 6-3 |

## ATP年終賽

### 亞軍（1）
| 年份 | 舉行地點   | 決賽對手 | 對手國籍 | 勝方比分      |
| 1997 | 德國漢諾威 | 山普拉斯 | 美国     | 6-3, 6-2, 6-2 |

## ATP巡迴賽

### 單打冠軍（26）
- 1994年（3）- 阿德雷德（澳大利亚硬地网球锦标赛）、哥本哈根、長島（康涅狄格州公開賽）
- 1995年（4）- 米蘭、聖彼得堡、格施塔德（瑞士公開賽）、長島（康涅狄格州公開賽）
- 1996年（4）- 阿德莱德、布拉格、法網、里昂大獎賽（法國南部公開賽）
- 1997年（3）- 哈雷（蓋里韋伯公開賽）、紐文黑（百樂筆國際賽）、莫斯科（克里姆林盃）
- 1998年（3）- 倫敦-1、哈雷（蓋里韋伯公開賽）、莫斯科（克里姆林盃）
- 1999年（3）- 澳網、鹿特丹（荷蘭銀行鹿特丹公開賽）、莫斯科（克里姆林盃）
- 2000年（2）- 雪梨奧運會、莫斯科（克里姆林盃）
- 2001年（2）- 馬賽（Open13）、莫斯科（克里姆林盃）
- 2002年（2）- 哈雷（蓋里韋伯公開賽）、塔什干

### 雙打冠軍（27）
- 1994年（4）- 里昂大獎賽（法國南部公開賽）、巴塞罗那、慕尼黑、ATP羅馬1000大師賽 A
- 1995年（4）- ATP漢堡1000大師賽 A、里昂大獎賽（法國南部公開賽）、埃斯托利爾（葡萄牙公開賽）、ATP加拿大1000大師賽 A
- 1996年（5）- 聖彼德堡、巴塞爾（瑞士室內網賽）、布拉格、法網、維也納
- 1997年（3）- 格施塔德（瑞士公開賽）、法網、美網
- 1998年（2）- 安特衛普、維也納
- 1999年（1）- 巴塞罗那
- 2000年（2）- ATP蒙特卡洛1000大師賽 A、維也納
- 2001年（3）- ATP印第安泉1000大師賽 A、ATP羅馬1000大師賽 A、聖彼德堡
- 2002年（1）- 法網
- 2003年（2）- 印第安泉大師賽 A、華盛頓（美盛集團精英賽）

^  注解A：為ATP大師賽（共7項冠軍）

### 團體

#### 戴维斯杯
除了職業賽事外，卡费尔尼科夫曾代表俄羅斯參加戴维斯杯，更在2002年協助俄羅斯在戴维斯杯奪得冠軍。
- 2002年決賽勝法國3:2
- 按：台維斯盃是一年一度男子網球的世界團體錦標賽，是國際網球比賽中最高水平的團體賽。

## ATP單雙打年終世界排名
| 年份                     | 92  | 93  | 94 | 95 | 96 | 97 | 98 | 99 | 00 | 01 | 02 | 03 |
| ------------------------ | --- | --- | -- | -- | -- | -- | -- | -- | -- | -- | -- | -- |
| ATP男子單打 年終世界排名 | 275 | 102 | 11 | 16 | 3  | 5  | 11 | 2  | 5  | 4  | 27 | 41 |
| ATP男子雙打 年終世界排名 | 484 | 156 | 12 | 9  | 5  | 6  | 19 | 46 | 12 | 28 | 15 | 17 |

### 6週ATP單打世界排名第一
| 球王任期                     | 前任球王 | 繼任球王 | 連續週數 | 累積週數 |
| ---------------------------- | -------- | -------- | -------- | -------- |
| 1999年5月3日 - 1999年6月13日 | 桑普拉斯 | 桑普拉斯 | 6週      | 6週      |